# تپه یوخار قلعه
تپه یوخار قلعه مربوط به هزاره پنجم پیش از میلاد - دوره ساسانی است و در شهرستان درگز، مجاور روستای قره قویونلو واقع شده و این اثر در تاریخ ۲۳ فروردین ۱۳۴۶ با شمارهٔ ثبت ۶۸۲ به‌عنوان یکی از آثار ملی ایران به ثبت رسیده‌است.